# Moirey-Flabas-Crépion
Moirey-Flabas-Crépion és un municipi francès situat al departament del Mosa i a la regió del Gran Est. L'any 2007 tenia 134 habitants.

## Demografia

### Població
El 2007 la població de fet de Moirey-Flabas-Crépion era de 134 persones. Hi havia 45 famílies, de les quals 12 eren unipersonals (8 homes vivint sols i 4 dones vivint soles), 8 parelles sense fills i 25 parelles amb fills.
La població ha evolucionat segons el següent gràfic:
Habitants censats

### Habitatges
El 2007 hi havia 59 habitatges, 46 eren l'habitatge principal de la família, 7 eren segones residències i 6 estaven desocupats. 56 eren cases i 3 eren apartaments. Dels 46 habitatges principals, 40 estaven ocupats pels seus propietaris, 4 estaven llogats i ocupats pels llogaters i 2 estaven cedits a títol gratuït; 1 tenia dues cambres, 8 en tenien tres, 6 en tenien quatre i 31 en tenien cinc o més. 37 habitatges disposaven pel capbaix d'una plaça de pàrquing. A 19 habitatges hi havia un automòbil i a 20 n'hi havia dos o més.

### Piràmide de població
La piràmide de població per edats i sexe el 2009 era:
| Homes | Edats   | Dones |
| ----- | ------- | ----- |
| 0     | 95 o +  | 0     |
| 4     | 90 a 94 | 4     |
| 0     | 85 a 89 | 0     |
| 4     | 80 a 84 | 0     |
| 4     | 75 a 79 | 4     |
| 0     | 70 a 74 | 4     |
| 0     | 65 a 69 | 0     |
| 0     | 60 a 64 | 0     |
| 0     | 55 a 59 | 4     |
| 4     | 50 a 54 | 0     |
| 0     | 45 a 49 | 4     |
| 8     | 40 a 44 | 0     |
| 0     | 35 a 39 | 4     |
| 0     | 30 a 34 | 12    |
| 8     | 25 a 29 | 0     |
| 4     | 20 a 24 | 4     |
| 0     | 15 a 19 | 0     |
| 12    | 10 a 14 | 0     |
| 8     | 5 a 9   | 12    |
| 0     | 0 a 4   | 0     |

## Economia
El 2007 la població en edat de treballar era de 79 persones, 62 eren actives i 17 eren inactives. De les 62 persones actives 55 estaven ocupades (32 homes i 23 dones) i 6 estaven aturades (2 homes i 4 dones). De les 17 persones inactives 4 estaven jubilades, 9 estaven estudiant i 4 estaven classificades com a «altres inactius».
Activitats econòmiques
Dels 3 establiments que hi havia el 2007, 2 eren d'empreses de construcció i 1 d'una empresa immobiliària.
Dels 2 establiments de servei als particulars que hi havia el 2009, 1 era un paleta i 1 lampisteria.
L'any 2000 a Moirey-Flabas-Crépion hi havia 9 explotacions agrícoles que ocupaven un total de 1.458 hectàrees.

## Equipaments sanitaris i escolars
El 2009 hi havia una escola maternal integrada dins d'un grup escolar amb les comunes properes formant una escola dispersa.

## Poblacions més properes
El següent diagrama mostra les poblacions més properes.